# Stantonia pallida
Stantonia pallida är en stekelart som först beskrevs av William Harris Ashmead 1894.  Stantonia pallida ingår i släktet Stantonia och familjen bracksteklar. Inga underarter finns listade i Catalogue of Life.